# 出塚助衛

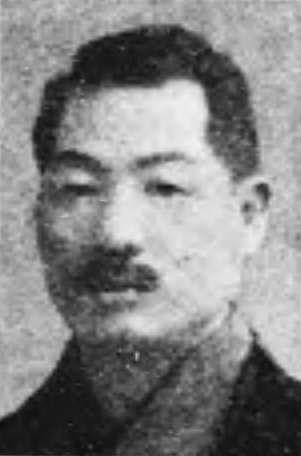
出塚助衛

出塚 助衛（いでづか すけえ、1885年（明治18年）7月10日 – 1966年（昭和41年）10月11日）は、日本の衆議院議員（立憲政友会）。弁護士。

## 経歴
新潟県北蒲原郡神山村（現在の阿賀野市）出身。1911年（明治44年）に東京帝国大学法科大学独法科を卒業し、さらに大学院で学んた。弁護士を開業し、また新潟市会議員に選ばれた。
1932年（昭和7年）、第18回衆議院議員総選挙に出馬し、当選を果たした。
その他、新潟競馬クラブ理事長、観光ホテル清風株式会社監査役などを務めた。
1967年に出塚助衛の功績を称え出塚記念が新潟競馬場で新潟県競馬組合により実施され、1982年まで16回開催された(1973年と1979年は三条競馬場で施行)。